# Vairocana

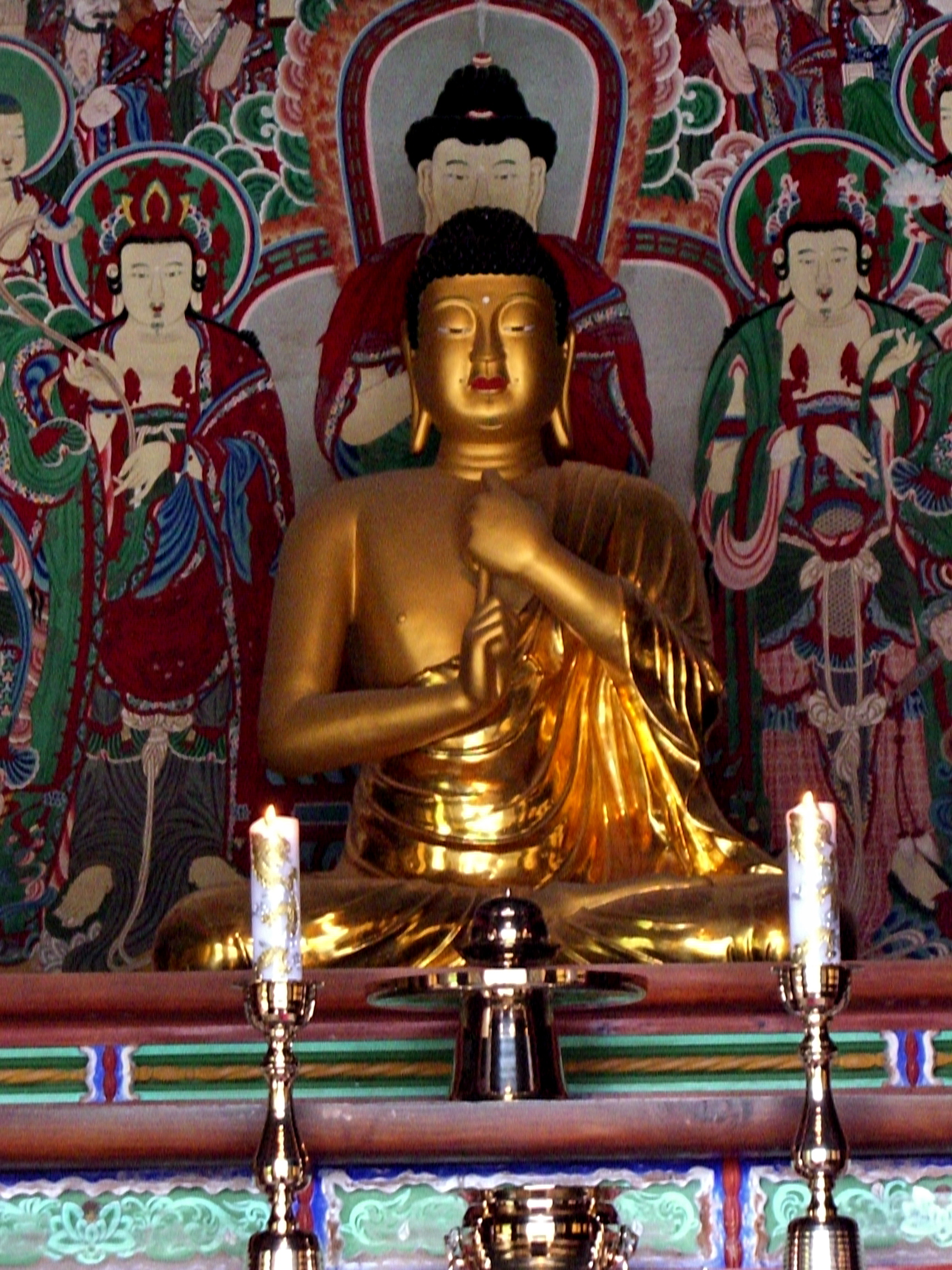
Vairocana di bronzo conservato nella sala Birojeon del tempio Bulguksa, parte del tesoro nazionale della Corea del Sud

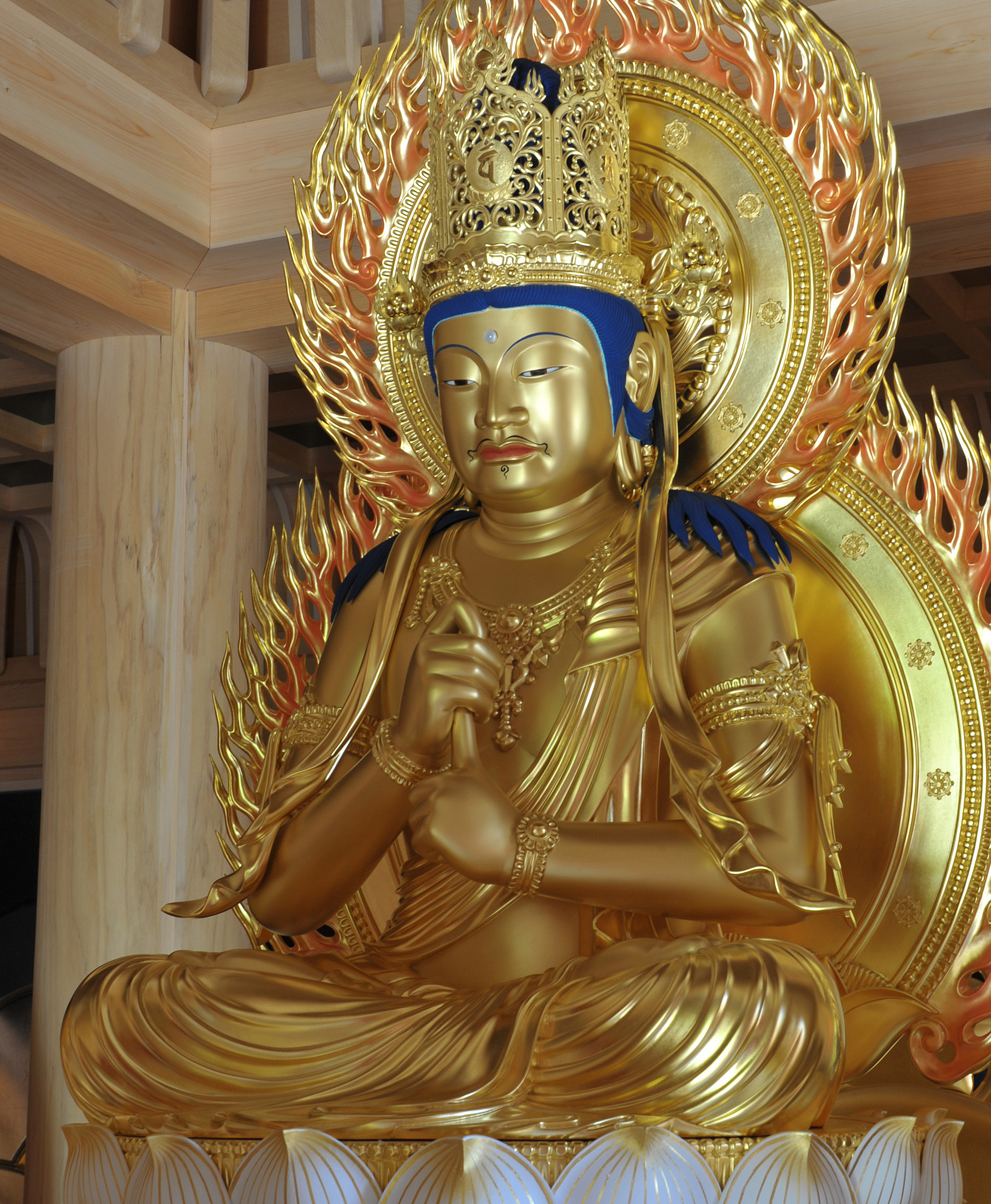
Renge-in Tanjō-ji

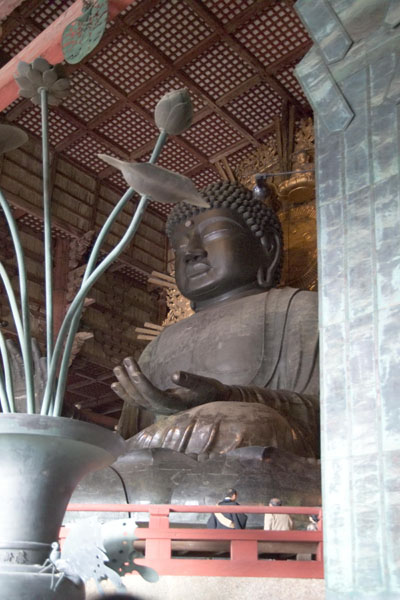
Tōdai-ji

Vairocana (chiamato anche Vairochana o Mahāvairocana; in sanscrito वैरोचन, in bengali বৈরোচন, in indonesiano Dhyani Buddha Wairocana, in cinese 毗卢遮那, Pílúzhēnà o 大日如來, Dàrì Rúlái, o 毘盧遮那佛, Pílúzhēnàfó , in coreano 비로자나불, Birojanabul, o 대일여래, Daeil Yeorae, in giapponese 大日如来, Dainichi Nyorai, in tibetano རྣམ་པར་སྣང་མཛད།, rNam-par-snang mdzad, in mongolo Teyin böged geyigülügci, in vietnamita Đại Nhật Như Lai) lett."Il Grande [Uno] che è simile al sole" o "Grande Illuminatore" , è il Buddha che rappresenta l'aspetto personale del Dharmakāya, e dunque può essere visto come la rappresentazione universale dell'Adhibuddha. 
Nel buddhismo sino-giapponese, Vairocana rappresenta anche l'aspetto personale del concetto di vacuità (śunyātā). Vairocana è una figura centrale nella filosofia dei Cinque Buddha del Buddhismo Vajrayāna. 
La sua consorte è Vajradhatvisvari.